# Sean Kinney
Sean Howard Kinney (Seattle, 27 maggio 1966) è un batterista statunitense, membro degli Alice in Chains.

## Biografia
Sean Kinney è cresciuto a Renton, nello stato di Washington. La sua passione per la musica nasce a cinque anni, quando inizia a suonare la batteria. Già a nove anni suona nella band del padre, The Cross Cats, con la quale Sean si cimenta in ogni genere di musica, dallo swing alla musica orchestrale, e viaggia per gli Stati Uniti e per il Canada suonando in manifestazioni, matrimoni e balli.
La svolta per la sua carriera arriva nel 1987. Sean frequentava la sorella di Mike Starr, bassista della neonata band Alice in Chains. Grazie a lui, Kinney viene arruolato nel gruppo. Sean non possiede la vena compositiva di Jerry Cantrell, ma contribuisce comunque a livello compositivo in pezzi come Love/Hate/Love, Rain When I Die, Nutshell, Sludge Factory, Frogs e Over Now, mentre il suo apporto stilistico risalta in pezzi come No Excuses e Would?.
Nel 1998 Sean ha suonato in Boggy Depot, primo album da solista di Cantrell. Nel 1996 compare anche nell'album Twisted Willie, tributo a Willie Nelson, sul brano Time of the Preacher, assieme a Johnny Cash, Krist Novoselic, Kim Thayil dei Soundgarden e John Carter Cash (figlio di Johnny Cash).
Per un breve periodo è stato impegnato con un progetto di nome Spys4Darwin che, oltre a lui, comprendeva il bassista degli Alice in Chains Mike Inez, l'amico Chris DeGarmo (ex Queensrÿche) e Vin Dombroski degli Sponge. Nel 2001 hanno pubblicato un EP di sei brani dal titolo Microfish.
Dopo la reunion degli Alice in Chains, che attualmente vede la presenza di William Duvall al posto del compianto Layne Staley, ha suonato nell'album Black Gives Way to Blue, del 2009, in The Devil Put Dinosaurs Here, del 2013. e in Rainier Fog del 2018.

## Discografia

### Jerry Cantrell
- 1998 - Boggy Depot

### Spys4Darwin
- 2001 - Microfish